# Nepisiguit River
Der Nepisiguit River (französisch Rivière Népisiguit) ist ein etwa 125 km langer Zufluss des Sankt-Lorenz-Golfs in der kanadischen Provinz New Brunswick.

## Flusslauf
Das Quellgebiet des Nepisiguit River befindet sich im Osten des Mount Carleton Provincial Parks. Der Nepisiguit River entwässert die 305 m hoch gelegenen Nepisiguit Lakes. Er fließt knapp 100 km nach Osten, bevor er sich nach Norden wendet. Er mündet schließlich bei Bathurst in den Bathurst Harbour, einem Ästuar im Süden der Chaleur-Bucht. Der Flusslauf liegt in den Countys Northumberland und Gloucester. Mehrere Wasserfälle liegen entlang dem Flusslauf: Indian Falls (nahe Popple Depot), Nepisiguit Falls und Pabineau Falls. 
Die Nepisiguit Falls werden zur Energiegewinnung genutzt.

## Hydrologie
Der Nepisiguit River entwässert ein Areal von 2320 km². Der mittlere Abfluss 16 km oberhalb der Mündung beträgt 45,2 m³/s. In den Monaten April, Mai und Juni führt der Fluss die größte Wassermenge mit im Mittel 63,6 bzw. 181 bzw. 63,6 m³/s.